# جيري روس (ملحن)
جيري روس (بالإنجليزية: Jerry Ross)‏ هو ملحن ومنتج أسطوانات أمريكي، ولد في 1 مايو 1933 في فيلادلفيا في الولايات المتحدة، وتوفي في 4 أكتوبر 2017 في Meadowbrook, Pennsylvania ‏ في الولايات المتحدة بسبب سرطان البروستاتا.

## وصلات خارجية
- جيري روس على موقع ميوزك برينز (الإنجليزية)
- جيري روس على موقع ديسكوغز (الإنجليزية)